# Refuge de Campana de Cloutou
 (février 2025).
Si vous disposez d'ouvrages ou d'articles de référence ou si vous connaissez des sites web de qualité traitant du thème abordé ici, merci de compléter l'article en donnant les références utiles à sa vérifiabilité et en les liant à la section « Notes et références ».
 (février 2025).
Motif : ce n'est pas parce qu'un refuge existe qu'il devient de fait un sujet pour une encyclopédie. Absence de sources secondaires indépendantes pérennes et de qualité centrées sur ce refuge
- Archive Wikiwix
- Bing
- Cairn
- DuckDuckGo
- E. Universalis
- Gallica
- Google
- G. Books
- G. News
- G. Scholar
- Persée
- Qwant
- (zh) Baidu
- (ru) Yandex
- (wd) trouver des œuvres sur Wikidata

| 1. | Préciser le motif de la pose du bandeau. | Précisez le motif de la pose du bandeau en utilisant la syntaxe suivante : {{admissibilité à vérifier\|date=mars 2025\|motif=remplacez ce texte par le motif}}                                    |
| 2. | Informer les utilisateurs concernés.     | Pensez à avertir le créateur de l'article, par exemple, en insérant le code ci-dessous sur sa page de discussion : {{subst:avertissement admissibilité à vérifier\|Refuge de Campana de Cloutou}} |

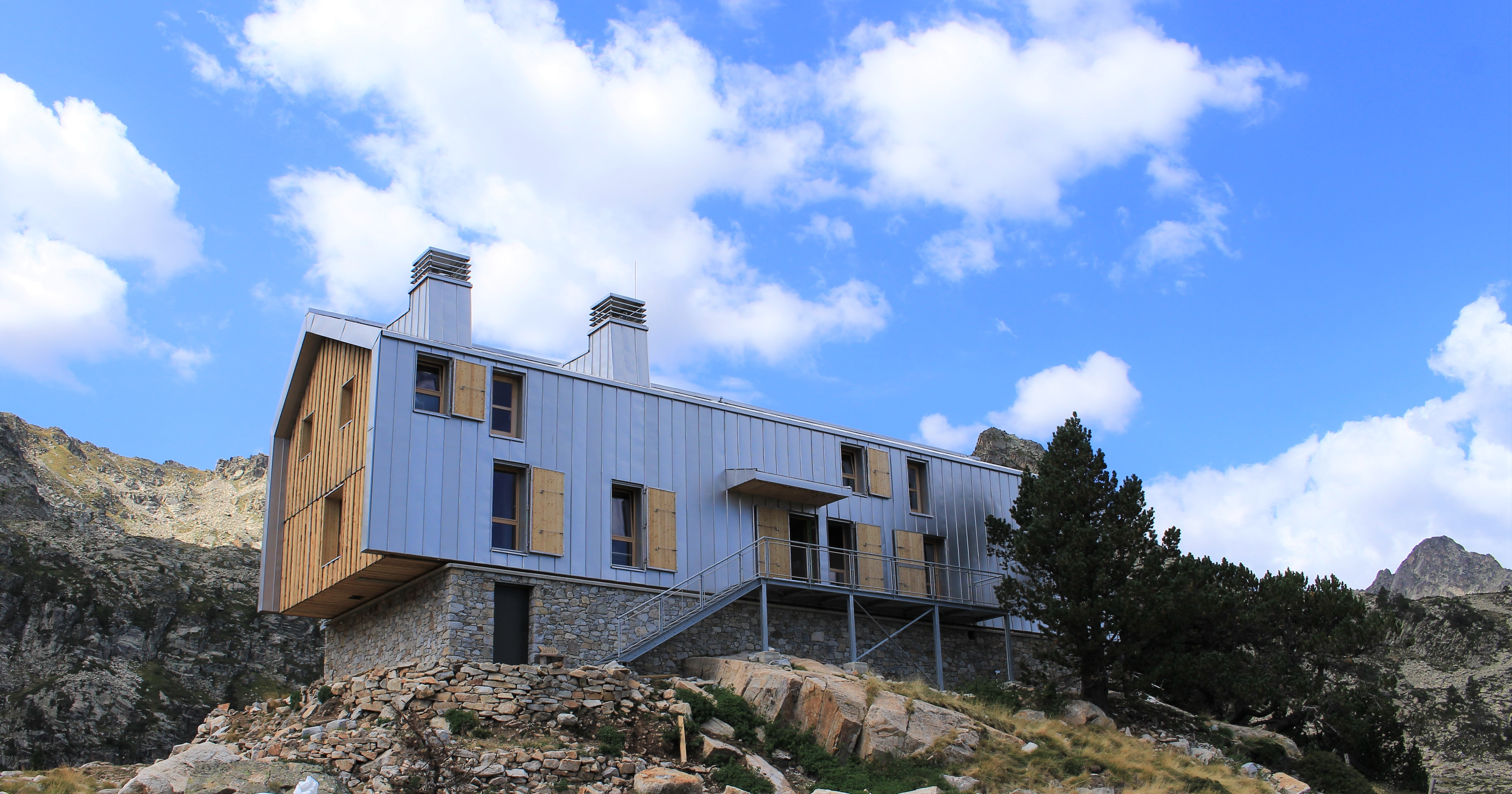
Refuge de Campana.

Le refuge de Campana de Cloutou ou refuge de Campana est un refuge de montagne situé à 2 225 m d'altitude dans la vallée de Campan, dépendant administrativement de la commune de Bagnères-de-Bigorre dans le département des Hautes-Pyrénées en région Occitanie.

## Toponymie
Son nom vient de l'occitan campana qui signifie « clocher de sommet » et cloutou « creux », donc le sommet qui émerge des creux.

## Localisation
Le refuge de Campana de Cloutou est implanté au bord est du lac du Campana. Il se trouve au nord-ouest de la réserve d'Aulon et nord-est réserve du Néouvielle.
Il est sur le tracé d'une variante du sentier de grande randonnée GR 10.

## Histoire
Le refuge de Campana de Cloutou a été entièrement reconstruit en 2022 inauguré en septembre 2023. La nouvelle bâtisse est recouverte de bois et de panneaux solaires.
Le refuge fait partie du réseau des refuges de l'Oule, la Glère, Orédon et Aygues-Cluses.

## Caractéristiques et informations
Le refuge fait partie d'une zone naturelle protégée, classée ZNIEFF de type 1 : Cirque de Cloutou et sud de La Mongie et de type 2 : Bassin du haut Adour.

## Accès
Le refuge de Campana de Cloutou est accessible au nord par une variante du sentier de grande randonnée GR 10 au départ du hameau d'Artigues sur la route de la station de ski de La Mongie en passant par la cabane de Gréziolles. Par le sud depuis le refuge de Bastan.

## Ascensions
Au départ du refuge de Campana de Cloutou on peut rejoindre les pic de Cloutou, le tuhou de Cloutou, le pic de Bastan, le pic de Portarras.

## Traversées
On peut relier la vallée de Campan à la vallée d'Aure au sud par le col de Bastanet. La vallée de Barèges par le col de Barèges à l'ouest. La station de ski de La Mongie par la hourquette Médette au nord-ouest.